# Казахский государственный женский педагогический университет
Казахский национальный женский педагогический университет (QYZPU) (каз. Қазақ ұлттық қыздар педагогикалық университеті) — высшее учебное заведение, расположенное в Алматы, Казахстан.

## История
Казахский национальный женский педагогический университет основан 15 августа 1944 года. Основанием для его открытия стало постановление Совета Народных Комиссаров Казахской ССР № 457 «О подготовке квалифицированных педагогических кадров из числа казахской женской молодёжи». Первоначально в его составе было создано три факультета: физико-математический, исторический, языка и литературы. В 1945 году открылся естественно-географический факультет, в 1968 — факультет музыки и песни. В 1971 году факультет языка и литературы был преобразован в филологический, а исторический факультет — в историко-педагогический. В 1984 году историко-педагогический факультет был разделён на исторический факультет и факультет дошкольного воспитания.
После 1954 года несколько раз поднимался вопрос о закрытии института, поскольку он якобы выполнил своё предназначение, однако власти КазССР решили сохранить вуз.
В 2000 году в составе института появились историко-филологический и экономический факультеты, а также факультеты естествознания и сервиса образования. C 2003 года в университете выходит собственная газета под названием «Актоты».
С 2004 года в рамках Государственной программы развития образования на 2005—2010 годы в институте внедрена оригинальная система менеджмента качества и начинается переход к кредитной системе обучения, а также к двухступенчатой системе подготовки «бакалавриат — магистратура». В рейтинге Национального аккредитационного центра при Министерстве образования и науки Республики Казахстан университет с 2006 года занимает второе место среди педагогических учебных заведений..
Указом Президента Республики Казахстан № 805 от 25 декабря 2018 года Казахскому государственному женскому педагогическому университету присвоен статус Национального.
Университет осуществляет обучение по образовательным программам бакалавриата, магистратуры, докторантуры и повышения квалификации.

## Структура университета
Научные исследования в университете проводят 32 кафедры, научно-исследовательский институт социальных и гендерных исследований, фундаментальный научно-исследовательский центр и 3 научно-исследовательских лабораторий.
Институты:
- Институт филологии.
- Институт педагогики и психологии.
- Институт естествознания.
- Институт социально-гуманитарных наук и искусства.
- Институт Физики, математики и цифровых технологий.
- (Колледж профессионального образования)

По состоянию на 2024—2025 учебный год в университете работают 793 преподавателя. Значительная часть профессорско-преподавательского состава обладает высокими академическими степенями:
- Доктор PhD — 92 человека
- Доктор наук — 31 человек
- Кандидат наук — 174 человека[7]

В университете функционируют вокально-инструментальный ансамбль «Айгуль», оперная студия «Онер жастан», лауреат международных конкурсов фольклорно-этнографический ансамбль «Улар», вокально-танцевальные группы «Томирис» и «Еркеназ».

## Образовательные программы
Университет осуществляет обучение по следующим образовательным программам. Обучение проходит на русском, казахском и частично на английском языке, срок обучения по всем специальностям бакалавриата составляет 4 года.
- B001 Педагогика и психология
- B002 Дошкольное обучение и воспитание
- B003 Педагогика и методика начального обучения
- B005 Подготовка учителей физической культуры
- B006 Подготовка учителей музыки
- B007 Подготовка учителей художественного труда и черчения
- B009 Подготовка учителей математики
- B010 Подготовка учителей физики
- B011 Подготовка учителей информатики
- B012 Подготовка учителей химии
- B013 Подготовка учителей биологии
- B014 Подготовка учителей географии
- B015 Подготовка учителей по гуманитарным предметам
- B016 Подготовка учителей казахского языка и литературы
- B017 Подготовка учителей русского языка и литературы
- B018 Подготовка учителей иностранного языка
- B019 Подготовка социальных педагогов
- B020 Специальная педагогика
- B028 Хореография
- B034 История
- B036 Переводческое дело
- B037 Филология
- B038 Социология
- B041 Психология
- B043 Библиотечное дело, обработка информации и архивное дело
- B050 Биологические и смежные науки
- B053 Химия
- B054 Физика
- B057 Информационные технологии
- B090 Социальная работа
- B091 Туризм
- B092 Досуг

Так же университет осуществляет педагогическую переподготовку (форма дополнительного профессионального образования, направленная на подготовку специалистов, которые уже имеют профессиональное образование, но не обладают педагогической квалификацией. Эта программа позволяет таким лицам начать профессиональную деятельность в сфере образования, стать учителем в школе, получив необходимые знания и навыки для работы педагогом).

## Известные выпускники
Среди выпускниц института — Герои Социалистического Труда: Р. Б. Нуртазина, Р. Махатова, кавалер ордена «Даңқ белгісі», медали «Қажырлы еңбегі үшін», третий ректор института А. Ыбраева, депутат Верховного Совета Ж. Куленова, депутат Парламента, экс-министр образования и науки Республики Казахстан, ректор Казахского государственного женского педагогического института, Заслуженный работник Республики Казахстан Ш. К. Беркимбаева, общественный деятель, министр социальной защиты населения, депутат Мажилиса Парламента РК трех созывов З. Кадырова, председатель объединения «Мемлекеттік тілге құрмет», кандидат филологических наук А. Османова, учёные У. Субханбердина, С. Узакпаева, З. Жакишева, поэтессы: А. Бактегереева, А. Беркенова, певицы М. Ералиева, У. Айнакулова, Д. Хамзина, Г. Омирбаева, У. Белгозиева и др.

## Исторический корпус университета
Здание учебного корпуса специально для женского педагогического университета было построено в 1954 году по проекту архитектора В. Бирюкова и инженера В. Брандта. Оно располагается по адресу ул. Гоголя, 114.
После строительства нового здания по адресу ул. Айтеке би, 99 в него были переведены ректорат и ряд кафедр. Новый корпус построен с тыльной стороны исторического здания.

### Архитектура
Здание представляет собой памятник архитектуры, построенный в стилевых характеристиках классицизма с использованием национальных казахских мотивов. Сооружение в объёмно-планировочной композиции трёхэтажного, прямоугольного в плане здания решено в классицистических традициях. Главный вход, расположенный по центральной оси сооружения в ризалите, акцентирован портиком, фланкированным пилонами. Первый этаж решен как цокольный, рустован. На всем протяжении ризалита плоскость стены первого этажа расчленена пилястрами, служащими опорами для колонн портика. В основе композиционного решения фасадов — горизонтальный ритм спаренных оконных проемов. По периметру здания проходит многопрофильный карниз небольшого выноса, декорированный элементами советской символики и национального орнамента.

### Статус памятника
10 ноября 2010 года был утверждён новый Государственный список памятников истории и культуры местного значения города Алматы, одновременно с которым все предыдущие решения по этому поводу были признаны утратившими силу. В этом Постановлении был сохранён статус памятника местного значения здания университета. Границы охранных зон были утверждены в 2014 году.